# O Jesus, ditt namn är ett fäste i nöden
O Jesus, ditt namn är ett fäste i nöden är skriven av Lina Sandell 1858 och har sex verser.

## Publicerad i
- Pilgrimssånger 1859.
- Lova Herren 1988 som nummer 34 under rubriken "Jesu Kristi namn"
- Lova Herren 2020 som nummer 39 under rubriken "Guds Son, Jesus vår Frälsare"